# Mittwoch
Der Mittwoch ist nach international standardisierter Zählung (ISO 8601) der dritte Wochentag, nach jüdischer, christlicher und islamischer Zählung der vierte (und somit der mittlere). 

## Namensherkunft
Der Name ist seit dem 10. Jahrhundert, unter anderem in der Form althochdeutsch mittiwehha belegt (schriftlich in althochdeutschen Texten bei Notker und Otfrid). Die Lehnübertragung aus kirchenlateinisch media hebdomas (halbe Woche) bezieht sich auf die Mittelalterliche Wochentagszählung. Mit ihm vermied die christliche Missionierung im deutschen Sprachraum den Bezug auf vorchristliche Gottheiten, nachdem dieser Tag vorher Wotanstag genannt worden war.
Neben der deutschen Sprache leiten Isländisch, Finnisch und die meisten slawischen Sprachen den Namen für Mittwoch vom Wort Mitte in der jeweiligen Sprache ab. So heißt es unter anderem isl. Miðvikudagur, finn. keskiviikko, russ. und serb. среда (sreda), poln. środa, slowak. streda und davon entlehnt ung. szerda. Das Genus des Wortes Mittwoch war ursprünglich feminin, weil es die Mitte der Woche bezeichnet.
In einigen romanischen Sprachen hat sich die Benennung nach dem römischen Gott Mercurius (z. B. rumänisch Mercuri) erhalten, in anderen Sprachen mit den gleichgesetzten Göttern Wodan/Odin (z. B. englisch Wednesday).

## Namen in anderen Sprachen
In der fremdsprachigen Terminologie blieben die Ableitungen von vorchristlichen Gottheiten erhalten: Im Englischen deutet die Bezeichnung Wednesday auf den Gott Odin/Wodan (altenglisch woden, daher wodnesdæg); im Niederländischen woensdag, im Skandinavischen Onsdag nach und im Niederdeutschen Wunsdag hat das Wort für Mittwoch ebenfalls diesen Ursprung. Wodan wird in manchen Quellen mit Mercurius gleichgesetzt, entsprechend findet man im Lateinischen Dies Mercurii (Tag des Mercurius). Letzteres lebt weiter in franz. mercredi, rumän. miercuri, ital. mercoledì, span. miércoles und alb. e mërkurë.

## Bedeutung
Der Mittwoch galt im Volksglauben als Unglückstag. Er war der Hochzeitstag für stille Hochzeiten (vgl. Hochzeit#Christentum: Dekret Tametsi und Verkirchlichung der Trauung, zum Beispiel für „gefallene Mädchen“). Nach der Lehre der orthodoxen Kirche war der Mittwoch der Tag, an dem Judas Iskariot, Jesus Christus verkaufte. Deshalb ist der Mittwoch in der orthodoxen Kirche üblicherweise ein Fastentag, ebenso wie der Freitag.
In der Netzkultur wird der Mittwoch auch Bergfest genannt. Der Begriff ist vielschichtiger und wertend im Vergleich zum sachlich-neutralen Wort „Halbzeit“. Der Blick auf das Wochenpensum weicht dem Blick auf das nahende Wochenende. Der Tag wird in der Jugendsprache mit unzähligen Memes illustriert. Häufig verwendet wird ein Frosch aus einer eigenen Meme-Community, die „die Belanglosigkeit des dritten Tages“ als inoffiziellen Feiertag parodiert. Der Tag wird trotz eines fehlenden nachvollziehbaren Grundes in einer Art Insiderwitz ironisierend „zelebriert, nahezu herbeigesehnt“.

## Feiertage, die immer auf einen Mittwoch fallen
Der Buß- und Bettag fällt immer auf den Mittwoch vor dem 23. November. Allerdings ist er in Deutschland nur noch in Sachsen ein gesetzlicher Feiertag. In Bayern ist an allen Schulen unterrichtsfrei, die Lehrkräfte haben aber nicht dienstfrei. In Berlin müssen evangelische Schüler den Unterricht nicht besuchen.